# Тинтиннабулум

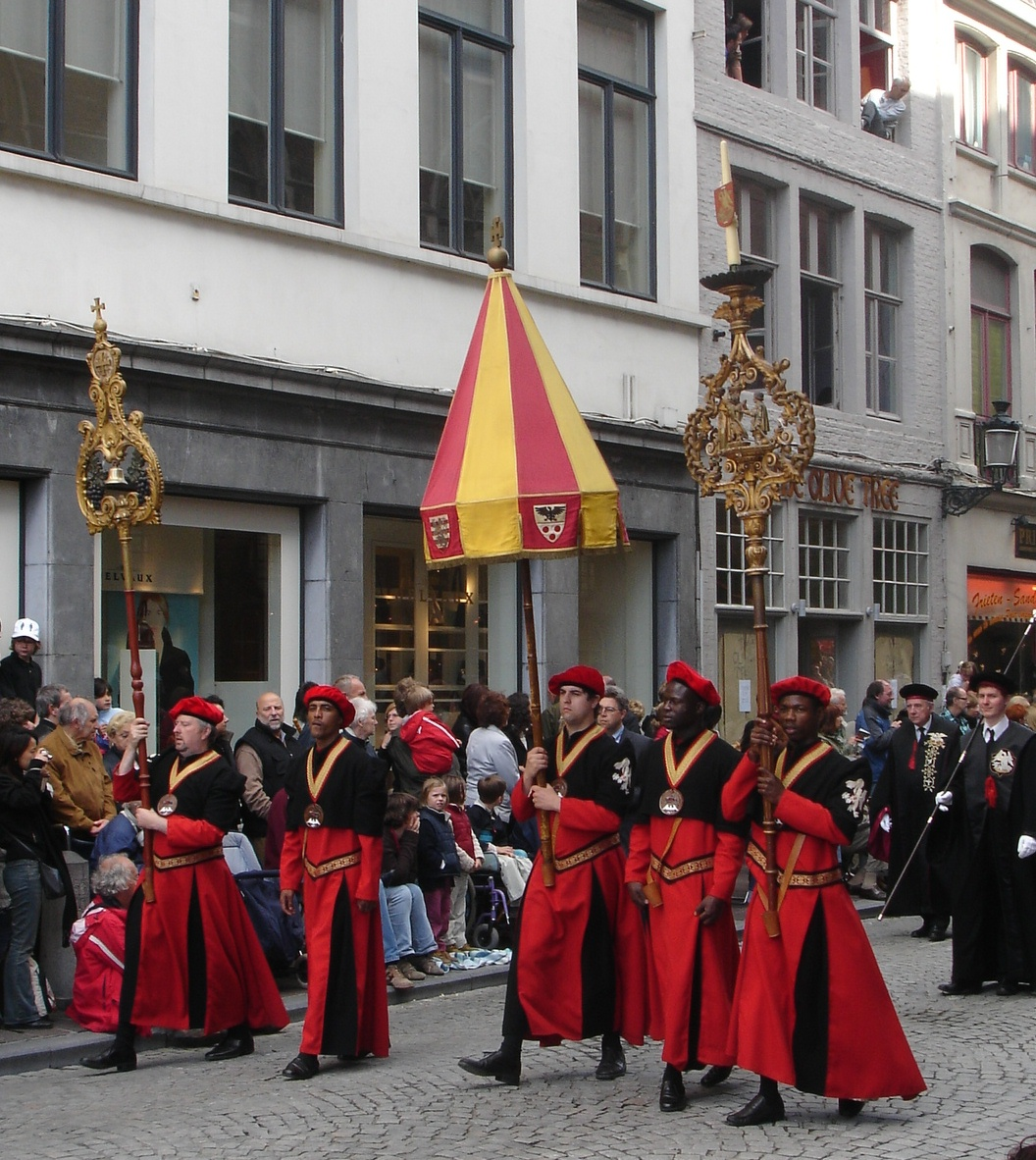
Tintinnabulum и canopeum во время процессии в Брюгге

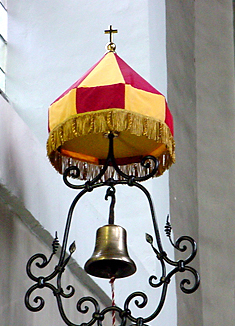
Символы Basilica minor

Тинтиннабулум (лат. tintinnabulum) — литургический колокольчик, бубенчик, который прикреплён к позолоченной раме на палку. Вместе с умбракулумом, жёлто-красным шёлковым зонтиком, символизирует базилику (Basilica minor).
Во время процессии тинтиннабулум носят перед умбракулумом, во время богослужения находится на мужской стороне алтаря (слева при виде на алтарь).